# مانويل فلوريس مورا
مانويل فلوريس مورا (بالإسبانية: Manuel Flores Mora)‏ هو صحفي وسياسي أوروغواني، ولد في 1923 في مونتفيدو في الأوروغواي، وتوفي في 1984. حزبياً، نشط في حزب كولورادو.